# جون كوكس (لاعب شطرنج)
جون كوكس (بالإنجليزية: John Cox)‏ هو لاعب شطرنج بريطاني، ولد في 1962.

## وصلات خارجية
- جون كوكس على موقع الاتحاد الدولي للشطرنج (الإنجليزية)
- جون كوكس على موقع مباريات الشطرنج (الإنجليزية)
- جون كوكس على موقع Chesstempo.com (الإنجليزية)
- جون كوكس على موقع الاتحاد الأمريكي للشطرنج (الإنجليزية)